# رئیس عالی کلیسای انگلستان
رئیس عالی کلیسای انگلستان از عناوین فرمانروای بریتانیا است که نشان دهندهٔ رهبری افتخاری او بر کلیسای انگلستان است. گرچه حاکمیت پادشاه بر کلیسای انگلستان تا حد زیادی تشریفاتیست، این مقام هنوز بسیار با کلیسا مرتبط است و به نحوی غالباً نمادین فعالیت می‌کند. رئیس عالی رسماً اعضای عالی رتبهٔ کلیسا را به پیشنهاد نخست‌وزیر بریتانیا، که خود از رهبران کلیسا مشورت می‌گیرد، منصوب می‌کند.